# Поль Крампель
Поль Крампель (фр. Paul Crampel; 1863 — 1891) —  французький мандрівник по Африці.
В 1888 - 1889 роках зробив першу вдалу подорож з Мадівілля на середньому Огове на північ в країну Фанґ і назад до бухти Кориско. В 1890 році він зробив дослідження земель навколо озера Чад і в кінці лютого 1891 року досяг Елькуті, за 500 км від Убангі; з ним прийшло всього 5 осіб з усього загону. Не чекаючи на інших, Крампель пішов на північ і в квітні був убитий.